# Jan Jurčec
Jan Jurčec, né le 27 novembre 2000 à Zagreb en Croatie, est un footballeur croate qui évolue au poste d'arrière droit au SCR Altach.

## Biographie

### En club
Né à Zagreb en Croatie, Jan Jurčec commence le football au Lokomotiva Zagreb avant de rejoindre le NK Kustošija (en), où il poursuit sa formation. C'est avec ce club qu'il fait ses débuts en professionnel, jouant son premier match le 11 mai 2019, lors d'une rencontre de championnat contre le HNK Šibenik. Il entre en jeu et son équipe est battue (2-1 score final).
Le 19 juillet 2022, Jan Jurčec rejoint l'Autriche afin de s'engager en faveur du SCR Altach. Il signe un contrat de deux ans, soit jusqu'en juin 2024, plus une saison supplémentaire en option,.
Il inscrit son premier but pour le SCR Altach le 27 août 2022 face au LASK, en championnat. Il ne peut toutefois pas empêcher la défaite de son équipe ce jour-là (4-1 score final). Il s'impose rapidement comme un titulaire au sein de l'équipe entraînée par Miroslav Klose, ce qui lui vaut l'intérêt de plusieurs formations italiennes en vue du mercato hivernal, mais le jeune croate reste finalement au club.

### En sélection
Jan Jurčec joue son premier match avec l'équipe de Croatie espoirs le 17 novembre 2022, lors d'un match amical contre la Pologne. Il est titularisé et son équipe l'emporte par trois buts à un.